# Gruzijski distrikti
Gruzijski distrikti označavaju upravnu podjelu druge razine ove države. Gruzija je po prvoj razini podijeljena na 9 područja (Mhare), 2 autonomne republike i grad Tbilisi. Oni su zatim podijeljeni u 67 općina i 5 gradova s jedinicama mjesne samouprave. Za vrijeme Sovjetskoga Saveza bili su poznati kao rajoni.

## Popis distrikta
| 1. Abaša, 2. Adigeni, 3. Ahalgori, 4. Ahalkalaki, 5. Ahalcihe, 6. Ahmeta, 7. Ambrolauri, 8. Aspindza, 9. Baghdati, 10. Batumi, 11. Bolnisi, 12. Bordžomi, | 1. Čiatura, 2. Čhorotsku, 3. Čohatauri, 4. Dedoplisckaro, 5. Dmanisi, 6. Dušeti, 7. Gagra, 8. Gali, 9. Gardabani, 10. Gori, 11. Gudauta, 12. Gulripši, | 1. Gurjaani, 2. Džava, 3. Kareli, 4. Kaspi, 5. Kazbegi, 6. Keda, 7. Haragauli, 8. Hašuri, 9. Helvačauri, 10. Hobi, 11. Honi, 12. Hulo, | 1. Kobuleti, 2. Kutaisi, 3. Lagodehi, 4. Lančhuti, 5. Lentehi, 6. Marneuli, 7. Martvili, 8. Mestia, 9. Mcheta, 10. Ninocminda, 11. Očamčire, 12. Oni, | 1. Ozurgeti, 2. Poti, 3. Kareli, 4. Rustavi, 5. Sačhere, 6. Sagaredžo, 7. Samtredia, 8. Senaki, 9. Šuahevi, 10. Sighnaghi, 11. Suhumi, 12. Telavi, | 1. Terdžola, 2. Tetrickaro, 3. Tianeti, 4. Tkibuli, 5. Cageri, 6. Chinvali, 7. Calendžiha, 8. Calka, 9. Chaltubo, 10. Vani, 11. Zestaponi, 12. Zugdidi |